# Geumjeong-dong
Geumjeong-dong (koreanska: 금정동) är en stadsdel i staden Gunpo i provinsen Gyeonggi i Sydkorea, 23 km söder om huvudstaden Seoul.